# Кольорове каміння

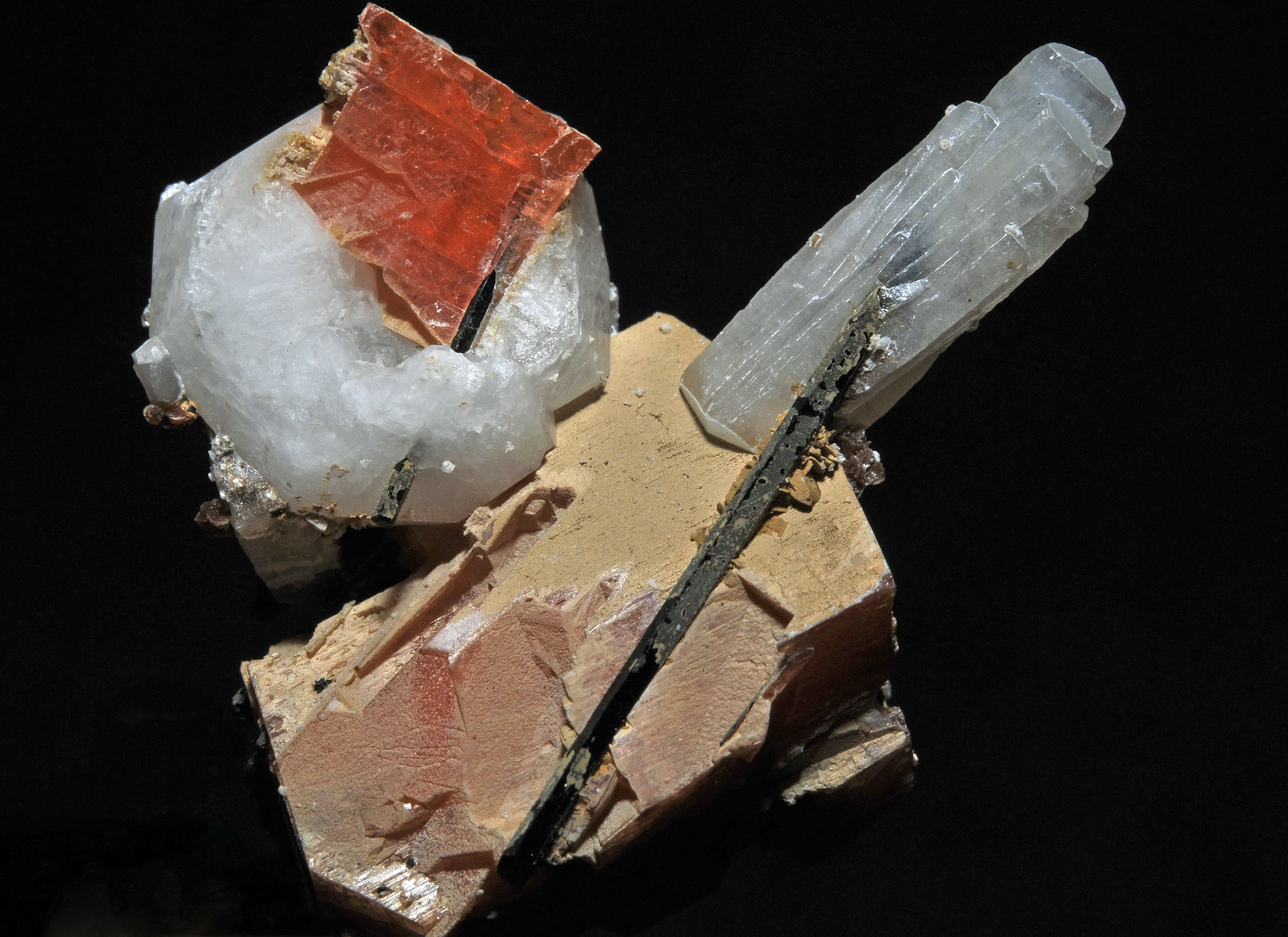
Кристали серандиту, натроліту, анальциму та егірину з Мон-Сен-Ілер, Квебек, Канада

Каміння кольорове — красиво забарвлені непрозорі та прозорі мінерали чи гірські породи, які добре поліруються і використовуються для художньо-декоративних виробів та облицювання.